# Panny z Wilka (film)
Panny z Wilka – polsko-francuski film psychologiczny z 1979 roku w reżyserii Andrzeja Wajdy, będący adaptacją opowiadania Jarosława Iwaszkiewicza z 1933 roku pod tym samym tytułem.
Film opowiada historię niespełna czterdziestoletniego Wiktora Rubena (Daniel Olbrychski), załamanego nagłą śmiercią przyjaciela i zmęczonego monotonnym życiem w podwarszawskim folwarku. Wiktor odwiedza gospodarstwo wujostwa (Zofia Jaroszewska i Tadeusz Białoszczyński) w Rożkach oraz sąsiadujący z nim dwór Wilko. Piętnaście lat wcześniej, tuż przed wybuchem I wojny światowej, poznał tam sześć młodych sióstr. Jedna z nich już nie żyje, pięć zmieniło się w dojrzałe kobiety (Anna Seniuk, Maja Komorowska, Krystyna Zachwatowicz, Stanisława Celińska, Christine Pascal). Ruben odkrywa, jak ważną osobą był przed laty dla mieszkanek Wilka. Jego przyjazd ożywia wspomnienia i dawne uczucia oraz zmusza panny do zastanowienia się nad swoimi losami i życiowymi niepowodzeniami.
Realizacja Panien z Wilka była wyzwaniem dla Wajdy ze względu na jednostajny ton pierwowzoru literackiego, nieporównywalny z dynamiką wcześniejszych autorskich adaptacji dzieł literackich takich jak Ziemia obiecana. Mimo to ekranizacja opowiadania Iwaszkiewicza spotkała się z pozytywnym odbiorem; Panny z Wilka otrzymały Nagrodę Specjalną Jury na Festiwalu Polskich Filmów Fabularnych w Gdańsku, ponadto znalazły się w ścisłej czołówce kandydatów do Oscara dla najlepszego filmu nieanglojęzycznego.

## Fabuła

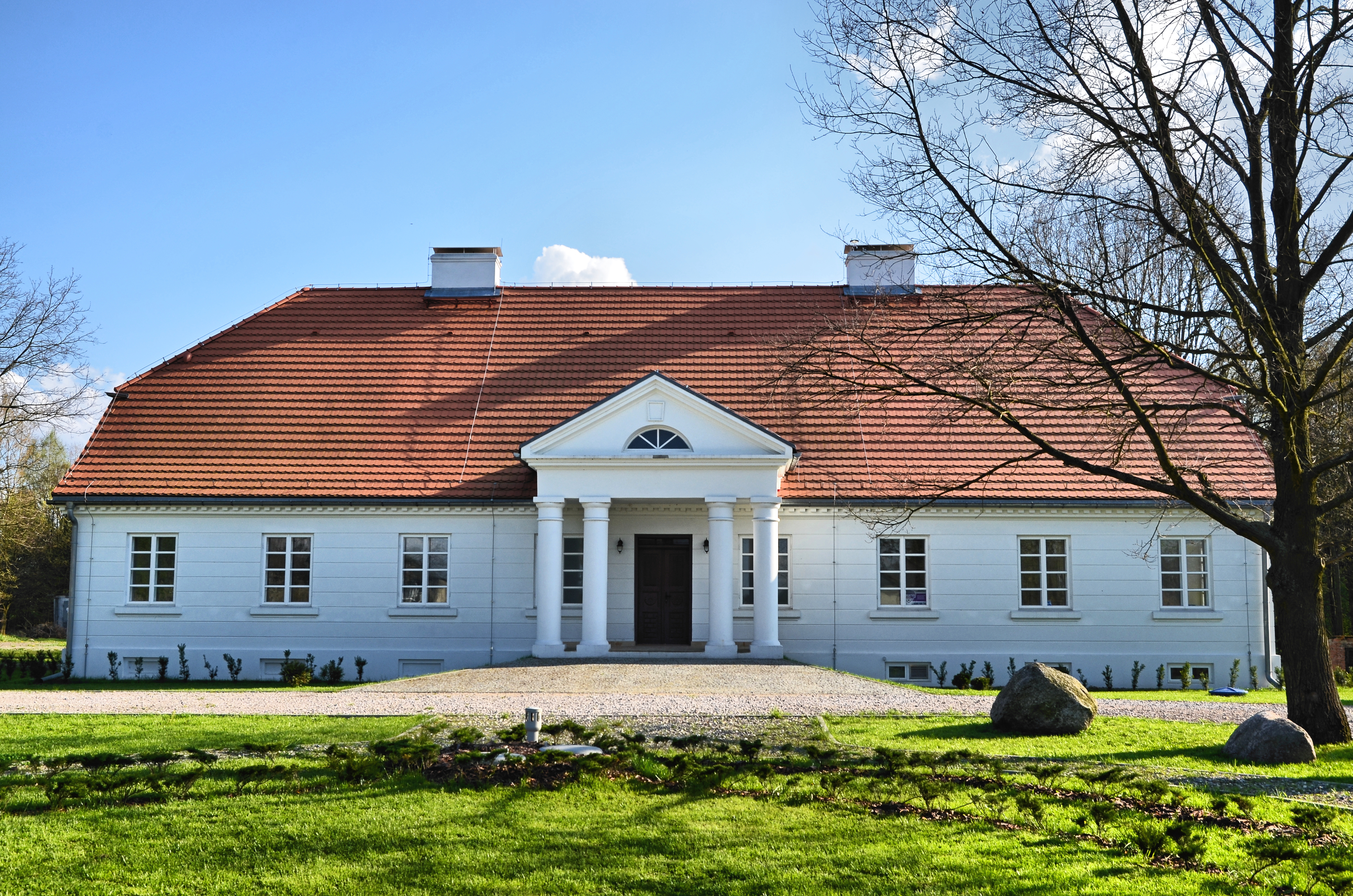
Dworek w Byszewach, w którym przebywał Jarosław Iwaszkiewicz, był pierwowzorem dla literackiego i filmowego Wilka

Film rozpoczyna się od sceny na cmentarzu, na którym najpierw Jarosław Iwaszkiewicz, a zaraz potem Wiktor Ruben medytują nad grobem przyjaciela, Jurka. Ruben nie opuszcza cmentarza, dopóki nie mdleje. Cuci go ksiądz, który oddaje mu wiersze Jurka. Podczas wizyty u lekarza Wiktor bezustannie wspomina zmarłego przyjaciela. Za poradą medyka postanawia wziąć urlop i wyjechać do miejscowości Rożki, gdzie mieszka jego wujostwo. Jedzie pociągiem, a następnie przeprawia się barką przez rzekę. Nie zmierza jednak do Rożków, ale skręca w kierunku Wilka, gdzie często bywał przed piętnastoma laty. We dworze wita go Tunia, a Wiktor poznaje także pozostałe siostry: Julcię, Jolę, Kazię i Zosię. Brakuje Feli, która – o czym Wiktor wcześniej nie wiedział – zmarła wiele lat temu. Ruben żegna się i jedzie do wujostwa, gdzie planuje udać się na odpoczynek. 
Następnego dnia Rożki odwiedza Tunia, przynosząc konfitury od Kazi. Nie zastaje jednak Wiktora, który jeszcze śpi. Pod wieczór Ruben ponownie wybiera się do Wilka na podwieczorek. W jednym z pokoi dostrzega Julcię z jej mężem, w drugim – Jolę w towarzystwie kochanków, a w trzecim – Kazię uczącą swoje dzieci francuskiego. Zrezygnowany Wiktor, wymieniwszy kilka zdań z wujem i ciotką, otrzymuje od Joli zaproszenie na jutrzejsze przyjęcie z okazji imienin mamy. Wiktor pyta Jolę o jej kochanków, co prowokuje ją do zapytania, czy on się w niej kocha. Wiktor nie odpowiada, a Jola stwierdza, że on był dla niej niegdyś jedynie moralnym autorytetem. Jola sugeruje Wiktorowi, aby wybrali się na spacer po gospodarstwie. Potem Zosia i Kazia przyjeżdżają, po czym zabierają ją z powrotem do Wilka.
W czasie przyjęcia Ruben poznaje męża Joli. Zapytany przezeń o to, jak spędza czas w Wilku, stwierdza, że spaceruje, czyta i drzemie. Na sugestię męża Joli, iż Wilko skłania do zadumy nad życiem, reaguje ona histerycznym śmiechem. Speszony Wiktor wychodzi z jadalni, stając się świadkiem awantury pomiędzy mężem Julci a Kazią o jej szastanie pieniędzmi. Gdy Kawecki odchodzi, Kazia rozmawia z Wiktorem o swoich siostrach i tym, jak bardzo niegdyś były zauroczone Rubenem. Wiktor próbuje desperacko odnaleźć swoją dawną młodość. W kolejnych scenach wyznaje miłość Julci, próbuje pocałować Tunię, rozmawia o swym uczuciu z Kasią i Zosią. Wreszcie po spotkaniu z Jolą przy grobie Feli, udają się oboje do Wilka, gdzie dochodzi między nimi do zbliżenia.
Następnego rana Wiktor decyduje się wrócić do swojego folwarku. Żegna się z wujem, który mdleje i opowiada mu o nieuchronności śmierci. Zachodzi też do Wilka, gdzie zastaje Jolę i Julcię chichoczące przy śniadaniu. Gdy oznajmia, że odjeżdża, nie spotyka się z żadną reakcją z ich strony. Również Tunia, którą później spotyka, odmawia odpowiedzi. Gdy Wiktor opuszcza dworek, w pokoju Tuni rozlega się strzał; Tunia jednak nie odnosi poważnych obrażeń. Tymczasem Wiktor, oznajmiając, że już nie jest zdolny do miłości, odpływa barką i pije łapczywie wodę z rzeki. Gdy wchodzi do pociągu, w przedziale dostrzega Iwaszkiewicza, który się doń uśmiecha.

## Obsada
Źródło: FilmPolski.pl: 

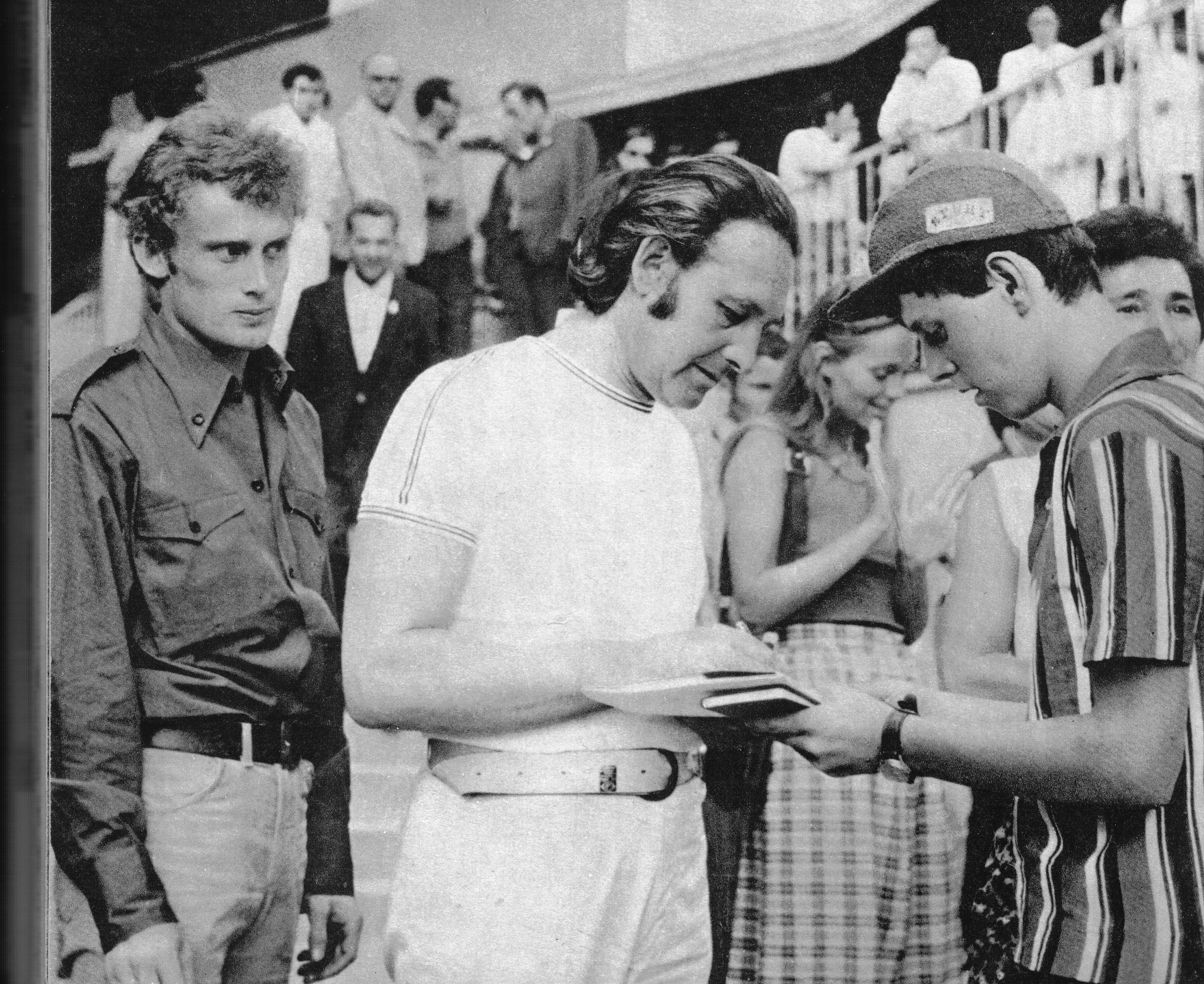
Daniel Olbrychski i Andrzej Wajda, lata 70.

| - Daniel Olbrychski – Wiktor Ruben - Anna Seniuk – Julcia - Christine Pascal – Tunia (dubbing: Aleksandra Jasieńska) - Maja Komorowska – Jola - Stanisława Celińska – Zosia - Krystyna Zachwatowicz – Kazia - Zofia Jaroszewska – ciotka Wiktora - Tadeusz Białoszczyński – wuj Wiktora - Paul Dutron – mąż Joli (dubbing: Stanisław Zaczyk) - Zbigniew Zapasiewicz – Kawecki, mąż Julci - Joanna Poraska – matka sióstr |  | - Andrzej Łapicki – lekarz w Stokroci - Kazimierz Orzechowski – ksiądz w Stokroci - Andrzej Szenajch – gość Joli z Warszawy - Andrzej Grzybowski – gość Joli z Warszawy (oficer) - Kazimierz Brodzikowski – lokaj w Wilku - Witold Kałuski – woźnica w Wilku - Krystyna Wolańska – służąca w Wilku - Małgorzata Wachnicka – córka Julci - Anna Kostecka – córka Julci - Filip Jasieński – syn Kazi - Jarosław Iwaszkiewicz – on sam |

## Produkcja

### Scenariusz

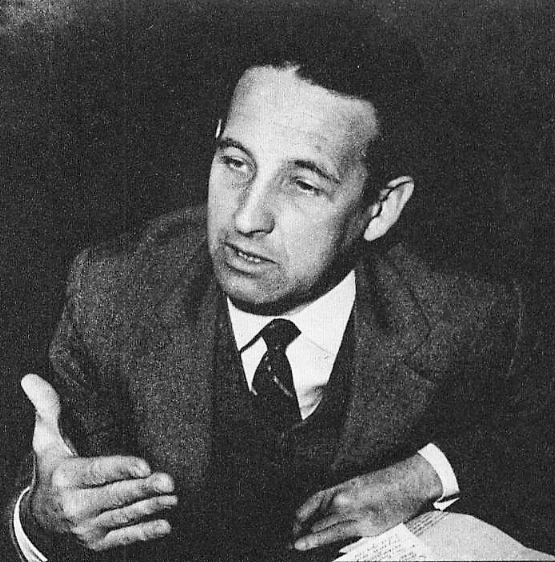
Andrzej Wajda w 1978 roku

Pierwsze pogłoski, iż Andrzej Wajda zamierza zaadaptować Panny z Wilka, pojawiały się jeszcze po sukcesie poprzedniej adaptacji prozy Jarosława Iwaszkiewicza, Brzeziny (1970). Wajda rozpoczął jednak przygotowania do realizacji Panien z Wilka dopiero po realizacji Człowieka z marmuru (1976), uzasadniając to koniecznością „zmylenia przeciwnika i zejścia ze sceny politycznych namiętności”. Utwór Iwaszkiewicza został zaadaptowany przez Zbigniewa Kamińskiego, współpracownika Wajdy w ramach kierowanego przezeń Zespołu Filmowego „X”. Składająca się z 70 stron adaptacja różniła się od oryginału w kilku szczegółach i rozwiązaniach fabularnych, ale oddawała realia i atmosferę opowiadania. Scenariusz został zaakceptowany w lipcu 1978 roku. Na podstawie scenariusza Wajda i operator Edward Kłosiński przygotowali scenopis. Umieścili w nim trzy nieobecne u Kamińskiego sceny retrospekcyjne, które planowano ukazać w filmie jako sny Wiktora. W związku z tym rozważano zaangażowanie aktorów do ról młodego Rubena i panien. Jednak ostatecznie reżyser zrezygnował z retrospekcji, uznając, że bohaterowie powinni jedynie mówić o przeszłości. W filmie pojawiło się jedynie migawkowe ujęcie Feli z pierwszej retrospekcji zawartej w scenopisie. Tuż przed rozpoczęciem zdjęć włączono za to rozwiązania, które nie znalazły się ani w oryginalnym scenariuszu, ani też w scenopisie: obecność Iwaszkiewicza na ekranie, przeprawę barką przez jezioro, rozmowy Wiktora z wujem oraz rozpacz Tuni po wyjeździe Rubena. Realizatorzy inspirowali się również innymi tekstami Iwaszkiewicza, w tym wydanym cztery lata wcześniej opowiadaniem autobiograficznym Ogrody oraz esejem Sérénité.

### Aktorzy
Głównym kandydatem do roli Rubena był Daniel Olbrychski, który równocześnie grał w Blaszanym bębenku Volkera Schlöndorffa. Do ról sióstr z Wilka reżyser zaangażował aktorki, które wniosły do jego utworu doświadczenia z poprzednich filmów. Stanisława Celińska, która grała wcześniej w filmie Krajobraz po bitwie Wajdy, otrzymała angaż do roli Zosi za pośrednictwem kierownik produkcji Barbary Pec-Ślesickiej. Maja Komorowska wcieliła się w rolę Joli, zachowując swój styl gry szczególnie w scenie histerycznego, spontanicznego śmiechu podczas wspólnego obiadu. Najbardziej krępująca dla Komorowskiej sytuacja zaistniała w scenie kręcenia sceny seksu Joli z Rubenem. Jak później twierdziła Komorowska, „tak bardzo nie chciałam tej sceny, wchodzenia do jakiegoś łózka, myślenia, jak oni się całują, co robią, ile się Jola rozbiera”. Mimo to scenę, na którą tak bardzo nalegał Wajda, zrealizowano. Anna Seniuk, odtwarzając rolę Julci, otrzymała od Wajdy wskazówkę, iż jej bohaterka powinna przypominać motyla, toteż w takim stylu konsekwentnie zagrała. Krystynie Zachwatowicz, żonie Wajdy, została powierzona rola Kazi. 
W momencie przygotowań do zdjęć francuski producent Tony Molière zaproponował Pec-Ślesickiej współuczestnictwo w produkcji. Wśród warunków umowy znalazł się udział dwójki francuskich aktorów: Tunię zagrała Christine Pascal, podczas gdy męża Joli – Paul Dutron. Pascal, nie rozumiejąc języka polskiego, okazywała przerażenie przedsięwzięciem i często się upijała na planie.

### Zdjęcia
Film został skierowany do produkcji w sierpniu 1978 roku, przy czym od samego początku Wajda miał problemy z dostosowaniem się do niecodziennego rytmu pracy. Przez pierwsze dni pracy reżyserowi nie udało się nakręcić ani jednego ujęcia, co Zachwatowicz po latach tłumaczyła innym tempem Panien z Wilka w porównaniu z wcześniejszymi filmami Wajdy, Człowiekiem z marmuru i Bez znieczulenia (1978). Dlatego operator zdjęć, Edward Kłosiński, zaproponował na sam początek realizację pasaży z udziałem Olbrychskiego.
Początkowo Wajda rozważał kręcenie w dworze w Byszewach, w dolinie rzeki Moszczenicy, który był pierwowzorem Wilka. Iwaszkiewicz odwiedzał go w roku 1911, 1912 i 1914. Reżyser wraz z ekipą i pisarzem pojechali do Byszew, jednak stan dworku był tak zły, że zaczęto szukać innej lokalizacji. Scenograf Allan Starski znalazł odpowiednią posiadłość we wsi Radachówka niedaleko Garwolina. Starski twierdził, że to idealne miejsce nie tylko ze względu na architekturę, ale także z tego powodu, że było ciągle zamieszkane przez przedwojennych gospodarzy i że „tliło się w nim życie”. Po pracach adaptacyjnych posiadłość w Radachówce nadawała się do realizacji filmu. Dom wujostwa w Rożkach był odgrywany przez prawdziwe gospodarstwo wiejskie znajdujące się na terenie Warszawy.
O przygotowanie muzyki Wajda poprosił Stanisława Radwana. Jednak Radwan nie wywiązał się z zamówienia i zasugerował Pieśni kurpiowskie Karola Szymanowskiego jako podkład muzyczny. Później okazało się, że Iwaszkiewicz pisząc swoje opowiadanie słuchał właśnie Pieśni, które piętro niżej komponował Szymanowski, jego kuzyn.

## Odbiór

### Krytyka
Premiera Panien z Wilka odbyła się 4 września 1979 roku, natomiast tydzień później film Wajdy znalazł się w konkursie głównym VI Festiwalu Polskich FIlmów Fabularnych w Gdańsku. Jury festiwalu, którym kierował Jerzy Passendorfer, uhonorowało Panny z Wilka Nagrodą Specjalną Jury. Nagroda indywidualna za scenografię trafiła do Allana Starskiego i Marii Osieckiej-Kuminek. Dzieło Wajdy spotkało się z pozytywnym oddźwiękiem: Jerzy Płażewski na łamach pisma „Kultura” twierdził, że reżyser: „dotąd fascynował, wstrząsał, porywał. A teraz mnie wzruszył”. Zdaniem Aleksandra Jackiewicza z „Życia Warszawy” postacie literackie „przybrały kształt ludzi z krwi i kości”. Barbara Mruklik dla pisma „Kino” pisała, iż w zdumiewający dla krytyczki sposób „został zachowany styl, duch i emocjonalny klimat opowiadania Iwaszkiewicza”. Bolesław Michałek stwierdził, że Panny z Wilka oferują „smutny we swej wspaniałości, ale nie rozpaczliwy obraz zmarnowanego życia, niespełnionych aspiracji, krótko mówiąc, egzystencjalnej porażki”. Sam Jarosław Iwaszkiewicz, wróciwszy z seansu filmowego, skonstatował: „Film mi się nie podobał – ale od czasu, gdy go zobaczyłem, ciągle o nim myślę. Przypuszczam, że jest wspaniały – i że nie mogę go tak od razu przyjąć, objąć”.
Za granicą również Panny z Wilka cieszyły się powodzeniem, zdobywając nominację do Oscara w kategorii najlepszy film nieangielskojęzyczny, ale przegrały z Blaszanym bębenkiem Volkera Schlöndorffa. Vincent Canby z „The New York Timesa” potraktował adaptację Iwaszkiewicza jako „czarną komedię”, którą opisał jako „równie irytującą, co atrakcyjną” . Ted Shen z „Chicago Readera” zarekomendował film Wajdy, porównując go do dzieł Ingmara Bergmana oraz Barry'ego Lyndona Stanleya Kubricka . Magazyn „Time Out” pisał, iż „jest to mniej ważne [dzieło] Wajdy (wykonane przed Człowiekiem z żelaza i Dantonem), tęskne, elegijne, uwodzicielskie”. Także we Francji film Wajdy spotkał się z dobrym odbiorem; krytycy z magazynu „Séquences” przyznali Pannom z Wilka pięć „piątek” i jedną „czwórkę” w skali szkolnej. W anglojęzycznym opracowaniu twórczości reżysera Janina Falkowska napisała, że Panny z Wilka są powszechnie uznane za jedno z jego najpiękniejszych i najdojrzalszych dzieł.

### Analizy i interpretacje
Krytycznie do Panien z Wilka odniosła się po latach Eliza Szybowicz, z perspektywy feministycznej oceniając dzieło Wajdy jako przejaw wysublimowanego seksizmu, obecnego również w samym opowiadaniu Iwaszkiewicza. Szybowicz zauważyła, że pomimo przesunięcia akcentów (poprzez uczynienie Wiktora jednym z bohaterów zamiast narratorem, jak w opowiadaniu) oraz „doskonałego aktorstwa” kobiet w filmie wyraźnie rozróżnione zostają kobieca cielesność i męska refleksyjność. Jednakże zdaniem polonistki Panny z Wilka ze swoją chłodną nostalgią znacznie przewyższają poziomem wykonania Pana Tadeusza, również film „dworkowy”.
Panny z Wilka były interpretowane również w duchu teorii queer. Zdaniem Sebastiana Jagielskiego w dziele Wajdy obecne są tropy, które każą opisywać postać Wiktora przez pryzmat autobiografii Iwaszkiewicza. Tytułowe panny według Jagielskiego są tak naprawdę żeńskimi odpowiednikami braci Świerczyńskich, z którymi w młodości mieszkał sam Iwaszkiewicz, notabene będący orientacji homoseksualnej. Ponadto pisarz był szczerze zauroczony Danielem Olbrychskim, który odgrywał rolę Rubena.

### Nagrody
| Nagroda                              | Kategoria              | Nominowany                            | Wynik     |
| ------------------------------------ | ---------------------- | ------------------------------------- | --------- |
| Oscar                                | Film nieanglojęzyczny  | Andrzej Wajda                         | Nominacja |
| Festiwal Polskich Filmów Fabularnych | Złote Lwy              | Andrzej Wajda                         | Nominacja |
| Festiwal Polskich Filmów Fabularnych | Nagroda Specjalna Jury | Andrzej Wajda                         | Wygrana   |
| Festiwal Polskich Filmów Fabularnych | Scenografia            | Allan Starski i Maria Osiecka-Kuminek | Wygrana   |